# Macrolinus johkii
Macrolinus johkii es una especie de coleóptero de la familia Passalidae.

## Distribución geográfica
Habita en Borneo.